# Монастырь Святой Терезы (Львов)

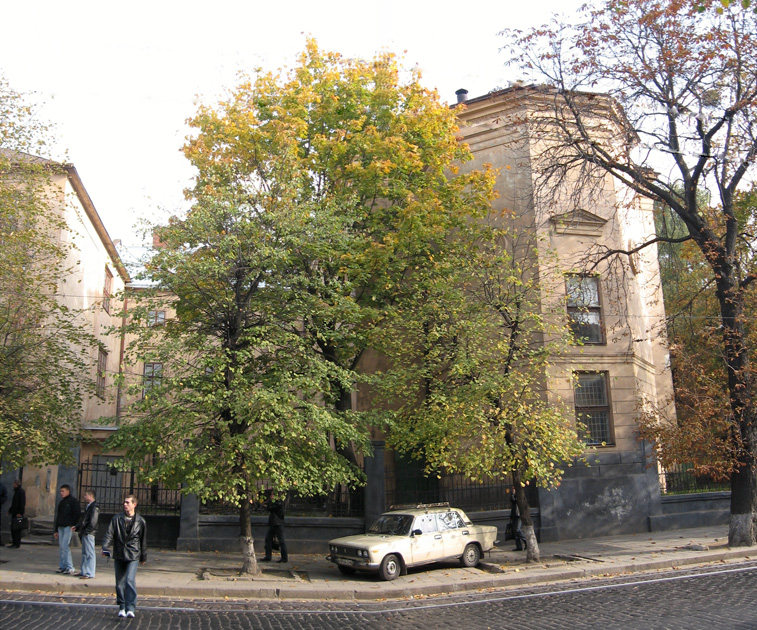
Сохранившееся здание бывшего католического монастыря Святой Терезы

Монасты́рь Свято́й Тере́зы — несуществующий ныне женский монастырь ордена Божьего Провидения (провиденциалисток) во Львове (Украина). Адрес: улица Бандеры, 32 (в пору существования монастыря — улица Новый Свет, позже улица Сапеги).
Монастырь Святой Терезы был основан в первой половине XIX века. В 1855 году комплекс монастыря расстроили по проекту архитектора Йосифа Франца. При монастыре существовал воспитательный пансион для девушек. Во время Второй мировой войны в монастырском комплексе размещалась немецкая военная часть.
В комплекс монастыря провиденциалисток входила часовня Святой Терезы, алтарная часть которой сохранилась до сих пор. Келии самого монастыря используются как один из учебных корпусов Львовской политехники.